# Gnadenlos (Film)
Gnadenlos (Originaltitel: No Mercy) ist ein Actionfilm von Richard Pearce aus dem Jahr 1986.

## Handlung
Der Polizist Eddie Jillette und sein Partner verhaften in Chicago einen Drogendealer, der gegen eine Strafmilderung darüber erzählt, dass er im Auftrag eines Mannes aus den Südstaaten einen Mord begehen soll. Die Polizisten geben sich als Killer aus und treffen Deveneux, den Michel Duval begleitet. Der Mann will, dass der frühere Freund von Duval, der Gangsterboss Losado, getötet wird. Die Leute Losados töten jedoch den Mann und den Partner von Jillette, der nur knapp entkommt.
Jillette kommt nach New Orleans, wo er Duval findet und ihr näher kommt. Eddie und Michel verstecken sich vor Losado, der vor keiner Brutalität zurückschreckt. Sie fliehen dabei mit Hilfe eines Kanus in die Sümpfe Louisianas, erschwert durch Handschellen, deren Schlüssel verloren gegangen ist.
In einem Hotel kommt es zum Showdown, in dem Jillette Losado tötet.

## Kritiken
- Rita Kempley schrieb in der Washington Post, dass der Film nach dem Standardmuster gemacht würde. Kim Basinger spiele nach 9½ Wochen erneut ein Sex-Spielzeug.[1]
- Roger Ebert schrieb in der Chicago Sun-Times, dass der Thriller zwar dumm sei und einer Standardformel folge, er würde aber lieber über den Stil und die Energie des Films schreiben. Er sei nicht langweilig. Ebert lobte den Charakter von Losado als einen gelungenen Bösewicht sowie die Darstellungen von Richard Gere und Kim Basinger. Am Ende seiner Kritik schrieb Ebert, dass der Film überdurchschnittlich sei.[2]

Der Film brachte in den US-Kinokassen über 12 Millionen Dollar.